# The Undisputed Kingdom
Pour les articles homonymes, voir The Kingdom.
Palmarès
2 fois Champion du monde de la ROH - Adam Cole (1) et Matt Taven (1) 
 1 fois Champions du monde par équipes de la IWGP - Michael Bennett et Matt Taven
2 fois Champions du monde par équipes de la ROH - Mike Bennett et Matt Taven
The Undisputed Kingdom (anciennement The Kingdom) est un clan de catcheurs Face composé d'Adam Cole (leader), de Roderick Strong, Matt Taven, Mike Bennett et Wardlow, Kyle O'Reilly. Le quintet travaille actuellement à la All Elite Wrestling et la Ring of Honor.
Le clan est officiellement fondé le 12 juillet 2014 composé d'Adam Cole, Matt Taven et Matt Hardy, bien qu'une entente entre ces trois catcheurs existait dès la fin de l'année 2013. Michael Bennett et Maria Kanellis furent aussi membres du groupe jusqu'à leur départ de la Ring of Honor en décembre 2015 pour rejoindre la Total NonStop Action Wrestling.
Le clan se sépare une première fois en 2016 après le départ de Cole avant de se reformer la même année sous la houlette de Matt Taven qui ajoute Vinny Marseglia et T.K O'Ryan au Kingdom. Avec eux, il remportera trois fois les championnats par équipe de trois de la ROH. Le clan se sépara de nouveau en 2019 après que Marseglia se soit retourné contre Taven.
En 2020, Bennett fait son retour et forme avec Taven The OGK.
Ils ont obtenu le titre mondial de la ROH deux fois, une fois par Cole et une fois par Taven et les championnats du monde par équipe de la ROH. Ils sont également des anciens champions par équipe IWGP, titre issu de la New Japan Pro-Wrestling. Ce clan est actuellement sous contrat avec la Ring of Honor.

## Carrière

### Ring of Honor (2013-2021)

#### Formation et leadership d'Adam Cole (2013-2014)
Le 19 juin 2015, lors de Best in the World, ils perdent contre Bullet Club (A.J. Styles et The Young Bucks). Le 18 septembre, à All Star Extravaganza VII, ils battent The Young Bucks et les champions en titre The Addiction et remportent les championnats du monde par équipes de la ROH. Le 18 décembre, lors de Final Battle 2015, ils perdent contre War Machine (Hanson et Raymond Rowe) et perdent les ceintures. Lors de ce match, Matt Taven se blesse au genou et Michael Bennett et Maria Kanellis quittent la fédération le lendemain. Le 12 janvier 2016, Matt Taven subit une opération chirurgicale qui le rend indisponible pour neuf mois. Le 27 février, Taven fait un retour surprise, malgré sa blessure, et annonce la fin du clan en renvoyant Adam Cole.

#### Reformation et leadership de Matt Taven (2016-2019)
Le 18 septembre 2016, Matt Taven annonce que son Kingdom et lui participeront au tournoi pour les championnats du monde par équipe de trois de la ROH, mais il n'annonce pas ses partenaires. Le 23 octobre, il invite TK O'Ryan et Vinny Marseglia à rejoindre The Kingdom et, ensemble, ils battent Bullet Club (Adam Cole, Matt et Nick Jackson) pour avancer à la demi-finale du tournoi.Le 19 novembre, Ils battent Team CMLL (Hechicero, Okumura et Último Guerrero) et se qualifient pour la finale. Lors de Final Battle 2016, ils battent Jay White, Kushida et Lio Rush en finale du tournoi et deviennent les premiers champions.
Lors du PPV de la Ring of Honor: 16th Anniversary du 9 mars 2016, T.KO'ryan et Vinny Marseglia attaquent Adam Page et les Young Bucks après qu'ils ont perdu leurs titres de champions à six contre Frankie Kazarian, Christopher Daniels et Schuyler Andrews avant de fuir devant l'arrivée de Bully Ray. Le même soir, Matt Taven perd son match contre Cody Rhodes pourtant aidé par l'intervention de ses deux acolytes.
Le 4 novembre 2018 lors de Survival of the Fittest, Taven, Marseglia et O'Ryan battent Rhodes et les Young Bucks et remportent les championnats pour la troisième fois. Le 7 novembre lors de ROH/NJPW Global Wars (jour 1), ils conservent les titres en battant Dalton Castle et The Boys. Le lendemain, Taven bat Bushi. Le 9 novembre lors du troisième jour de Global Wars, Taven et Marseglia perdent contre The Boys.

#### Championnat du monde de la ROH et séparation (2019)
Le 6 avril 2019 lors de G1 Supercard, Matt Taven bat Jay Lethal et Marty Scurll au cours d'un three way ladder match et remporte le championnat du monde de la ROH pour la première fois, devenant par la même occasion le deuxième champion Grand Slam de la ROH et le cinquième champion Triple Crown. Le 27 septembre lors de Death Before Dishonor XVII, Taven perd son titre contre Rush. Ses deux partenaires Bateman et Marseglia n'étaient pas présents, ayant été attaqués en coulisses. Lors du ROH TV suivant, Marseglia attaque Taven démarrant une rivalité entre les deux hommes. Le 13 décembre lors de Final Battle, Marseglia bat Taven. Après le match, Marseglia et Bateman tentent de briser la cheville de Taven. Le 14 décembre, TK O'Ryan annonce la fin du clan.

#### Retour de Mike Bennett et OGK (2020-...)
Le 21 novembre 2020, Mike Bennett fait son retour à la ROH en venant en aide à son ancien partenaire de Kingdom, Matt Taven, qui subissait les assauts de Vinny Marseglia et Bateman. L'équipe composée de Bennett et Taven se fait appelée OGK (Original Kingdom). Le 4 décembre, Bennett fait son retour dans le ring en battant VINCENT par disqualification. Après le match, une bagarre éclate entre Bennett et Taven et Bateman et VINCENT. Lors de Final Battle, The OGK bat VINCENT et Bateman.
Lors de Honor For All 2021, ils battent La Facción Ingobernable (Dragon Lee et Kenny King) et remportent les championnats du monde par équipe pour la deuxième fois. Lors de Final Battle 2021, ils perdent leur titres contre The Briscoe Brothers.

### New Japan Pro-Wrestling (2014-2015)

#### Débuts et champions par équipes (2014-2015)
Lors de Invasion Attack 2015, Matt Taven et Michael Bennett battent Bullet Club (Doc Gallows et Karl Anderson) et remportent les IWGP Tag Team Championship,. Lors de Dominion 7.5 in Osaka-jo Hall, ils perdent les titres contre Bullet Club (Doc Gallows et Karl Anderson).

### Impact Wrestling (2022)
Le 1er septembre à Impact, ils battent The Good Brothers et remportent les championnats du monde par équipe d'Impact .

### The Wrestling Revolver (2022)
Le 9 juillet 2022, lors de Cage of Horrors, ils font leurs débuts à la Wrestling Revolver en gagnant contre Steve Maclin et Westin Blake pour remporter les championnats par équipe de la PWR.

### All Elite Wrestling (2023-...)
Le 27 septembre 2023 à Dynamite, des catcheurs masqués, connus sous les noms de The Devil's Henchmen, attaquent le champion du monde et la moitié des champions du monde par équipes de la ROH, MJF. 
Le 27 décembre à Dynamite: New Year's Smash, deux catcheurs masqués de cette faction deviennent les nouveaux champions du monde par équipes de la ROH en battant ce dernier dans un 2-on-1 Handicap match. Trois soirs plus tard à Worlds End, après la perte du titre mondial de MJF face à Samoa Joe par soumission, les catcheurs masqués révèlent leurs identités : il s'agit de Roderick Strong, Matt Taven, Mike Bennett (les champions du monde par équipes de la ROH) et Wardlow. Adam Cole effectue un Heel Turn et se révèle être le catcheur derrière le masque du Diable. Les quatre premiers catcheurs humilient ensuite l'ancien champion du monde.
Le 3 janvier 2024 à Dynamite, Adam Cole présente le nouveau clan, dont il est le leader: The Undisputed Kingdom, et annonce leurs intentions de gagner des titres. Deux mois plus tard à Revolution, Wardlow devient aspirant no 1 au titre mondial en battant Chris Jericho, Brian Cage, HOOK, Powerhouse Hobbs, Lance Archer, Dante Martin et Magnus. Ensuite, Roderick Strong devient le nouveau champion International en battant Orange Cassidy et remporte le titre pour la première fois de sa carrière. Dix soirs plus tard à Dynamite: Big Business, Wardlow ne remporte pas la ceinture, battu par Samoa Joe par soumission.
Le 21 avril à Dynasty, Roderick Strong conserve son titre en battant Kyle O'Reilly. Le 26 mai à Double or Nothing, il ne conserve pas sa ceinture, battu par Will Ospreay, ce qui met fin à un règne de 84 jours. Le 30 juin à Forbidden Door, Gabriel Kidd et lui perdent face à la House of Black (Malakai Black et Brody King) dans un Fatal 4-Way Tag Team match qui inclut également The Conglomeration (Tomohiro Ishii et Kyle O'Reilly) et Private Party (Zay et Quen).
Le 27 juillet 2024 à Battle of the Belts XI, Matt Taven, Mike Bennett et Roderick Strong ne remportent pas les titres mondiaux par équipes de 3 de la ROH, battus par les Von Erichs et Dustin Rhodes dans un Trios match. Le 17 août à Collision, Matt Taven et Mike Bennett ne conservent pas leurs ceintures, battus par Dustin Rhodes et Sammy Guevara, ce qui met fin à un règne de 234 jours. Huit soirs plus tard lors du pré-show à All In, Cage of Agony (Brian Cage, Bishop Kaun et Toa Liona) et les trois catcheurs du clan perdent face aux mêmes adversaires, les Von Erichs et Kip Sabian dans un 10-Man Tag Team match. Treize soirs plus tard lors du pré-show à All Out, ils battent The Beast Mortos et Shane Taylor Promotions (Shane Taylor et Lee Moriarty) et Top Flight (Dante, Darius Martin et Action Andretti) dans un 3-Way Trios match.
Le 12 octobre à WrestleDream, Adam Cole fait son retour de blessure après un an et un mois et demi d'absence, en tant que Face, et vient en aide à Daniel Garcia attaqué par MJF. Le 23 octobre à Dynamite, Matt Taven, Mike Bennett et Roderick Strong effectuent également un Face Turn, car ils soutiennent Adam Cole dans sa lutte contre MJF.

## Palmarès
- All Elite Wrestling
  - 1 fois champion International - Roderick Strong

- Consejo Mundial de Lucha Libre
  - 1 fois champion du monde historique poids welters  de la NWA - Matt Taven

- Impact Wrestling
  - 1 fois champions du monde par équipe d'Impact - Michael Bennett et Taven

- New Japan Pro-Wrestling
  - 1 fois champion par équipe de l'IWGP - Bennett et Taven[4]

- Ring of Honor
  - 2 fois champion du monde de la ROH - Adam Cole (1) et Matt Taven (1)
  - 2 fois champions du monde par équipes de la ROH - Michael Bennett et Matt Taven[4]
  - 3 fois champions du monde par équipe de six de la ROH - Taven, T.K. O'Ryan et Vinny Marseglia (premiers)
  - Honor Rumble (2014) - Bennett
  - Vainqueur du tournoi pour le championnat par équipe de six de la ROH de 2016 - Taven, O'Ryan et Marseglia
  - Survival of the Fittest (2014) - Adam Cole

- The Wrestling Revolver
  - 1 fois champions par équipe de la PWR - Bennett et Taven